# Gemara
Gemara (aramejsky גְּמָרָא‎) je součást Talmudu, která obsahuje rabínské komentáře a rozbory Mišny. Jméno je odvozeno od kořene גמר, které znamená hebrejsky „dokončil“ a aramejsky „studoval“. Poté, co rabi Jehuda ha-Nasi (cca 200 n. l.) provedl konečnou úpravu textu Mišny, byl tento text důkladně studován mnoha generacemi rabínů v Babylonii a v zemi izraelské. Jejich rozpravy byly zapsány do řady spisů, z nichž vznikla Gemara, která spolu s Mišnou tvoří Talmud.
Existují dvě verze Gemary. Jednu vytvořili učenci v zemi izraelské (zejména v akademiích v Tiberiadě a v Caesareji); dokončena byla v  letech 350-400 n. l. Druhou vytvořili v Babylonii (zejména v akademiích ve městech Súra, Pumbedita a Mata Mehasia),
dokončena byla roku 500 n. l. V obecném pohledu lze říci, že pojmy Gemara a Talmud, jsou-li použity bez bližšího upřesnění, se vztahují na babylónskou verzi.

## Gemara a Mišna
Talmud obsahuje tyto dvě složky: Mišnu - to je ústřední text; a Gemaru – rozbor a komentář, který je „završením“ studia Mišny a jádrem Talmudu.
Rabíni Mišny jsou známi jako Tannaim (sing. Tanna תנא). Rabíni Gemary jsou označováni Amoraim (sing. Amora אמורא).
Protože existují dvě různé Gemary, existují také dva Talmudy: Jeruzalémský Talmud (hebrejsky: תלמוד ירושלמי, „Talmud Jrušalmi“), a Babylónský Talmud (hebrejsky: תלמוד בבלי, „Talmud Bavli“), odpovídající babylonské a jeruzalémské gemaře; Mišnu mají více méně společnou. Gemara je psána převážně aramejsky: jeruzalémská gemara západoaramejsky a babylonská gemara východoaramejsky, ale v obou se nacházejí části psané v hebrejštině – jedná se o tanaitské pasáže, buďto citace z Mišny, nebo zvláštní výroky nazývané barajtot (stojící vně, rozuměj: vně Mišny).
Základní jednotka Gemary se naývá sugja, (pl. sugjot) - záležitost, téma. Sugja může být velmi krátká - může sestávat z výkladu jediného slova Mišny; může být také velmi dlouhá a velmi komplikovaná. Může se i stát, že se sugja rozdělí na dvě nebo více menších, dílčích sugjot. Další termíny používané v gemaře jsou:
- kušja – obtíž, problém, rozpor mezi dvěma halachickými ustanoveními (ke kterému nesmí dojít)
- teruc – vyvrácení kušji, odmítnutí
- chiluk – vyvrácení problému pomocí rozdělení tematiky (a1 se týká pouze b, zatímco a2 se týká c)
- dijuk – zpřesnění, vyvrácení problému pomocí upřesnění a zkonkrétnění dané problematiky
- svara – logické odůvodnění tvrzení
- asmachta – opora, podpora tvrzení, buďto za pomoci starší autority nebo biblického verše